# 高橋冏
高橋 冏（たかはし あきら、1897年7月7日 - 1978年10月18日）は、日本の経営者。東京都出身。

## 経歴
1923年に東京帝国大学経済学部商業科を卒業し、東邦電球取締役を経て、1929年に日本生命保険に入社。1945年に取締役を経て、1948年にオリンパス光学工業常任監査役に就任し、常務、1951年に副社長を経て、1953年6月に社長に就任し、1961年12月までに務めた。
1963年に藍綬褒章を受章し、1967年に勲三等旭日中綬章を受章。
1978年10月18日脳血栓のために死去。81歳没。